# Furness Fells

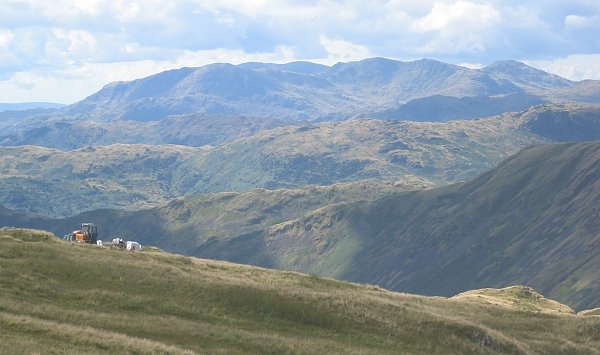
Le Furness Fells viste dalla vicina Helvellyn

Le Furness Fells sono le colline e le montagne del Furness, regione storicamente nei territori del Lancashire, dal 1974 sotto la contea di Cumbria.
Le Furness Fells, talvolta chiamate anche High Furness, occupano il nord della regione del Furness e rappresentano l'ideale linea di confine tra i territori di Ulverston e di Ireleth. La maggior parte delle Furness Fells sono comprese nel Lake District.
Talvolta vengono chiamate Coniston Fells, ma questo nome indica solo il gruppo delle cime più alte delle Furness Fells. Tale equivoco sembra nato dalle numerose mappe distribuite dall'Ordnance Survey, che riportavano Coniston Fells al posto di Furness Fells.

## Le Coniston Fells
Le Coniston Fells, nome che identifica le cime più alte delle Furness Fells, confinano a nord con i massicci dello Sca Fell e del Bowfell, da cui sono separate dal Passo di Wrynose, mentre nelle altre direzioni sono circondate da basse alture.
Con i suoi 803 m, la cima più alta delle Coniston Fells, e quindi delle Furness Fells e più in generale di tutta la regione, è l'Old Man of Coniston.
Le Coniston Fells possono essere scalate partendo dai villaggi di Coniston e Seatwhite, dalla Duddon Valley o dal Passo di Wrynose.
Tra queste cime sono situati numerosi laghi artificiali, tra cui il Seathwaite Tarn, il terzo più grande dell'intero Lake District. Altri sono il Levers Water, il Low Water, il Goat's Water ed il Blind Tarn.
Storicamente, le cime annoverate nelle Coniston Fells erano:
- Old Man of Coniston, 803 m
- Swirl How, 802 m
- Dow Crag, 778 m
- Grey Friar, 773 m
- Wetherlam, 763 m
- Black Sails, 745 m
- Great Intake, 489 m

Queste cime hanno tutte almeno 30 m di prominenza. In seguito, Alfred Wainwright incluse nell'elenco delle Coniston Fells altre tre cime, il Great Carrs, il Brim Fell e il Walna Scar. Wainwright aggiunse inoltre una menzione particolare ad altre due cime, il White Maiden e il White Pike.
A sud del White Pike si ha un calo significativo dell'altitudine, e le cime successiva sebbene facciano parte delle Furness Fells non sono annoverate nelle Coniston Fells.